# Богданович, Модест Иванович
Моде́ст Ива́нович Богдано́вич (26 августа [7 сентября] 1805, Сумы — 25 июля [6 августа] 1882, Ораниенбаум) — русский военный историк; генерал-лейтенант.

## Биография
Родился 26 августа (7 сентября) 1805 года в Сумах в дворянской семье, из дворян Харьковской губернии.
Воспитание получил в Дворянском полку; 4 июня 1823 года был выпущен прапорщиком в 1-ю гренадерскую артиллерийскую роту резервного корпуса войск.
В 1827 году был перевёден в 24-ю (позже 13-я) артиллерийскую бригаду, с которой в 1831 году в чине подпоручика участвовал в сражениях с поляками под Вавром, Гроховым, Дембе-Вельке; был награждён орденом Св. Анны 4-й степени с надписью «За храбрость». В деле под Рагозиным (Рагозницей) 17 августа, был так сильно контужен ядром в правую ногу, что остался на поле сражения и был взят поляками в плен, где находился до 27 августа 1831 года. В декабре 1832 года произведён в поручики.
В 1833—1835 годах учился в Военной академии. В 1836 году произведён в капитаны и переведён в Генеральный штаб, был оставлен при академии для приготовления в адъюнкт-профессоры военной истории и стратегии и с тех пор почти до конца своей жизни не оставлял профессорской кафедры; адъюнкт-профессор с 1838 года.
Читал лекции не только в академии, но и в Дворянском полку.
В 1841 году был произведён в подполковники, с назначением штаб-офицером, начальствующим над обучающимися в академии офицерами, с оставлением адъюнкт-профессором.
В феврале 1843 года был утверждён профессором по кафедре военной истории и стратегии. В феврале 1847 года назначен членом военно-ученого комитета по отделению генерального штаба.
8 сентября 1855 года произведён в генерал-майоры. В 1863 году был назначен состоять в распоряжении военного министра, был официальным военным историографом; в апреле 1863 года произведён в генерал-лейтенанты.
В 1881 году был назначен членом Военного совета.
Умер 25 июля (6 августа) 1882 года в Ораниенбауме. Был похоронен в Санкт-Петербурге на Новодевичьем кладбище; могила утрачена.

## Награды
- орден Святой Анны 4-й степени с надписью «За храбрость» (1831);
- знак отличия за военное достоинство 4-й степени (1831);
- орден Святой Анны 3-й степени (1838);
- орден Святого Владимира 4-й степени (1840);
- знак отличия беспорочной службы за XV лет (1840);
- орден Святого Станислава 2-й степени (1843);
- орден Святой Анны 2-й степени (1845);
- бриллиантовый перстень (1845);
- бриллиантовый перстень с вензелем Высочайшего имени (1846);
- два бриллиантовых перстня (1847);
- подарок (1848);
- орден Святого Георгия 4-й степени за 25 лет (1849);
- императорская корона к ордену Святой Анны 2-й степени (1849);
- подарок (1850);
- орден Святого Владимира 3-й степени (1851);
- знак отличия беспорочной службы за XXV лет (1851);
- подарок по чину (1852);
- подарок по чину (1854);
- знак отличия беспорочной службы за XXX лет (1855);
- орден Святого Станислава 1-й степени (1858);
- орден Святой Анны 1-й степени (1859) с императорской короной (1862);
- орден Святого Владимира 2-й степени (1865);
- орден Белого орла (1867);
- бриллиантовая табакерка (1871);
- орден Святого Александра Невского (1873) с бриллиантовыми знаками (1878);

## Семья
Жена — Александра Ильинична. Их дети:
- Анна (07.11.1843—12.02.1870), замужем за А. Е. Станкевичем
- Сергей (31.07.1845—?)
- Николай (1853—1903)
- Александр (05.10.1855—?)